# Serse
 Serse (HWV 40) er en opera seria i tre akter af Georg Friedrich Händel. Den blev uropført i London den 15. april 1738. Librettoen er tilpasset af en ukendt person fra en libretto af Silvio Stampiglia til en af Giovanni Bononcini komoneret opera af samme navn fra 1694. Stampiglias libretto var selv baseret på anden libretto af Nicolò Minato, der var blevet sat i musik af Francesco Cavalli i 1654. Operaen foregår i Persien i 480 f.Kr. og er kun meget løst baseret på Xerxes 1. som historisk personlighed. Rollen som Serse blev oprindelig sunget af en kastratsanger, men udføres nu normalt af en mezzosopran eller en kontratenor.
Åbningsarien, "Ombra mai fu", der synges af Xerxes til et træ (platanus orientalis), er en af Händels bedst kendte melodier og spilles ofte i et orkestralt arrangement, der er kendt som Händels "Largo" (selvom Händel bruger betegnelsen "larghetto" i partituret).
Værket blev opført Danmark af Den Ny Opera, som havde premiere på Musikhuset Esbjerg i 2011 med den norske mezzosopran Tuva Semmingsen i titelpartiet.

## Komposition og premiere
I slutningen af 1737 bestilte King's Theatre i London Händel til at skrive to nye operaer. Den første var Faramondo, der fik premiere den 3. januar 1738, hvor Händel allerede havde påbegyndt arbejdet på den næste, Serse. Han komponerede første akt mellem 26. december 1737 og 9. januar 1738, anden akt var klar 25. januar og tredje akt senest den 6. februar. Händel lagde sidste hånd på partituret den 14. Serse blev uropført på King's Theatre i Haymarket den 15. april 1738.
Den første opsætning var en total fiasko. Publikum kan have været forvirret over værkets nyskabende karakter. I Serse havde Händel, i modsætning til de andre operaer han havde skrevet for London, inkluderet buffo-elementer. Selv om dette havde været typisk for det 17. århundredes venetianske værker som fx Cavallis oprindelige komposition til librettoen, var der, i 1730'erne, opstået en forventning om, at opera seria skulle være helt alvorlig uden nogen sammenblanding af tragedie- og komediegenrerne eller figurer af høj eller lav klasse. Musikforskeren Charles Burney mente, at Serse ikke var meget værd som opera betragtet: "I have not been able to discover the author of the words of this drama: but it is one of the worst Handel ever set to Music: for besides feeble writing, there is a mixture of tragic-comedy and buffoonery in it, which Apostolo Zeno and Metastasio had banished from serious opera" ("Jeg har ikke været i stand til at spore forfatteren til dette drama: men det er et af de værste Handel nogensinde har sat i musik: for udover svage linjer har det en blanding af tragi-komik og klovneri, som Apostolo Zeno og Metastasio havde forvist fra seriøs opera"). Et andet usædvanligt forhold ved Serse er antallet af korte, enkeltstående arier i én sats, hvor en typisk opera seria på Händels tid blev næsten altid bestod af lange da capo-arier i tre satser. Dette slog særligt Jarlen af Shaftesbury, der overværede premieren og beundrede operaen, da operaen ellers ville være blevet meget lang.

## Senere opførelser
Serse forsvandt fra scenen i næsten tohundrede år, idet den første moderne forestilling fandt sted i Göttingen den 5. juli 1924 i udgave, der var forberedt af Oscar Hagen. I 1926 blev operaen i denne version opført mindst 90 gange i 15 forskellige tyske byer, et grundlag for Serses vedvarende succes. Ifølge Winton Dean er Serse Händels mest populære opera hos det moderne publikum efter Giulio Cesare in Egitto. Netop de træk ved operaen, som det 18. århundredes lyttere fandt så foruroligende – de korte arier og tilsætningen af komiske elementer til opera seria – kan være det, der gør, at værket appellerer til moderne mennesker i det 20. og 21. århundrede.
En komplet indspilning blev foretaget i 1979. En særligt rost produktion, sunget på engelsk, kom op på English National Opera i 1985 for at markere 300-årsdagen for komponistens fødsel. Forestillingerne blev dirigeret af Sir Charles Mackerras og instrueret af Nicholas Hytner, der også oversatte librettoen; Ann Murray sang titelpartiet, mens Valerie Masterson var Romilda, Christopher Robson Arsamene og Lesley Garrett Atalanta.

## Roller
| Rolle    | Stemmetype                                                            | Originalbesætning, 15. april 1738 (Dirigent: -) |
| -------- | --------------------------------------------------------------------- | ----------------------------------------------- |
| Serse    | Soprankastrat (mezzosopran eller kontratenor)                         | Gaetano Majorano (Caffarelli)                   |
| Arsamene | Sopran, faktisk mezzosopran, beskrevet af Händel som en "mørk sopran" | Maria Antonia Marchesini (La Lucchesina)        |
| Amastre  | Alt                                                                   | Antonia Merighi                                 |
| Romilda  | Sopran                                                                | Elisabeth Duparc (La Francesina)                |
| Atalanta | Sopran                                                                | Margherita Chimenti (La Droghierina)            |
| Ariodate | Bas                                                                   | Antonio Montagnana                              |
| Elviro   | Bas                                                                   | Antonio Lottini                                 |

## Synopsis
Xerxes, der betragter sit elskede platantræ, ser Romilda, datter af hans vasal Ariodate, og beslutter sig for at gifte sig med hende. Romilda og Xerxes' bror, Arsamene, elsker imidlertid hinanden, mens Romildas søster, Atalanta, er fast besluttet på at vinde Arsamene. Amastre, Xerxes' forlovede, som han har forladt for Romilda, skjuler sig som en mand og udspionerer Xerxes.
Xerxes sender Arsamene bort, som sender en besked om sin evige troskab til Romilda gennem sin tjener Elviro, forklædt som blomstersælger. Beskeden bliver først overgivet til Atalanta, som straks undfanger en plan. Hun fortæller Elviro, at Romilda har opgivet Arsamene og besluttet sig for at blive dronning og beskeden fra Xerxes, idet hun hævder, at den var henvendt til hende. Xerxes beslutter at bortgifte Arsamene til Atalanta; Romilda beslutter alligevel at forblive tro mod den mand, hun elsker.
Ved broen over Hellespont fortæller Xerxes Ariodate, at hans datter Romilda efter kongens ønske skal giftes med et medlem af Xerxes' familie. Xerxes forfølger Romilda indtil Amastre i forklædning starter en kamp for at aflede hans opmærksomhed. Romilda overtaler Xerxes til at lade hende løse problemet og glædes, da hun erfarer, at Amastre gjorde det for at redde hende. Arsamene og Romilda mødes igen og kæmper, indtil Elviro trækker Atalanta ud for at forklare sagen, og hun erklærer, at hun vil finde en anden. Elviro bemærker, at en storm nærmer sig broen og synger en sang til Bacchus. Romilda og Arsamene er glade over at blive genforenet, selv om hun er nødt til at skjule ham, mens broderen forfølger sin sag. Romilda fortæller Xerxes, at han skal have hendes fars samtykke, før hun kan adlyde kongens befaling; Arsamene er utilfreds.
Xerxes gentager, at Ariodate at Romilda skal giftes med et medlem af Xerxes' familie; Ariodate tror fejlagtigt, at han henviser til broderen Arsamene og ikke til ham selv og går glad hjem for at forberede brylluppet. Xerxes fortæller så Romilda, at hun vil gifte sig med ham. Romilda afslører, at Arsamene har kysset hende, Xerxes erklærer, at han vil dræbe sin egen bror, og Romilda accepterer at gifte sig med Xerxes for at skåne Arsamenes liv.
Arsamene og Romilda kommer ind til Ariodates plads, hvor han glad kundgør, at de skal gifte sig på kong Xerxes' kommando. De ved ikke hvad de skal tro, men er glade over at gøre det. Efter Arsamene og Romildas bryllup kommer Xerxes ind, klar til sit bryllup. Han bliver opbragt over at erfare, at hans vasal netop har giftet hans brud bort til hans bror. Da Amastre i forklædning dukker op, kalder Xerxes på nogen, der kan hævne ham. Amastre spørger, om han vil have hende til at dræbe forræderen, den, der efter at have været så højt elsket, jagtede en anden. Da Xerxes kræver, at hun gør det, afslører Amastre sig overfor Xerxes, der bliver skamfuld over sin troløshed og beder hende dræbe sig i stedet. Amastre, der stadig er forelsket i ham, nægter, og Xerxes tilbyder hende at være hans dronning igen.

## Diskografi
- En DVD-optagelse af sceneproduktionen fra 1985 blev lavet i 1995, da opsætningen blev genoptaget med samme dirigent og solister. Udsendt af Arthaus Musik.

- EMI: En optagelse fra 2003 på italiensk med Anne Sofie von Otter og Elizabeth Norberg-Schulz med William Christie og "Les Arts Florissants". Udsendt af Virgin Veritas i 2004.

- BMG: En optagelse fra 1998 med Jennifer Smith, Lisa Milne, Susan Bickley, Brian Asawa, David Thomas m.fl. Nicholas McGegan dirigerer Hannover Band and Chorus (75605 51312 2).

## Eksterne links
- Libretto Arkiveret 7. september 2012 hos  Wayback Machine